# Buninginea
Buninginea – wieś w Rumunii, w okręgu Alba, w gminie Ciuruleasa. W 2011 roku liczyła 126 mieszkańców.